# Visoki Rokav
Visoki Rokav je z 2646 mnm peta najvišja gora v Sloveniji in hkrati najvišja slovenska gora, na katero ni označene poti. Vrh se nahaja v sredini gorskega grebena, ki povezuje Škrlatico in Veliki Oltar. Kot tak je lociran med dolino Vrat in Krnico. Najlažji pristop je iz Vrat po neoznačeni poti do bivaka II (Na Jezerih, 2118 m), nato po krušljivem ozebniku na sedlo med Visokim in Srednjim Rokavom in po grebenu na vrh (težavnost do III. stopnje).
Greben od Visokega Rokava do Škrlatice velja za enega od najtežjih na Slovenskem.